# Gauliga Hessen 1940/41
Die Gauliga Hessen 1940/41 war die achte und letzte Spielzeit der Gauliga Hessen (seit 1939 offiziell: „Bereichsklasse Hessen“) im Fußball. Wie schon im ersten Kriegsjahr wurde die Saison zunächst in zwei Staffeln ausgetragen, deren Erstplatzierte den Gaumeister ausspielten. Für beide Staffeln waren sechs Mannschaften vorgesehen, im Norden zog allerdings die SG Hessen Hersfeld kurzfristig zurück. In den Endspielen setzte sich Südgruppenmeister Borussia Fulda gegen Sport Kassel durch und zog in die Endrunde um die deutsche Meisterschaft ein, wo die Borussia allerdings chancenlos war.
Zur Saison 1941/42 wurde der Spielbetrieb der bisherigen Bereichsklassen 12 (Hessen) und 13 (Südwest) neu organisiert. Aus diesen beiden flächenmäßig großen Bereichen entstanden die neuen Gauligen Kurhessen, Hessen-Nassau und Westmark. Die diesjährige Nordgruppe sowie Borussia Fulda wurden in die Gauliga Kurhessen, die übrigen Mannschaften der Südgruppe mit Ausnahme des Schlusslichtes Langenselbold in die Gauliga Hessen-Nassau eingeteilt.

## Gruppe Nord
| Pl. | Verein                     | Sp. | S | U | N | Tore    | Quote | Punkte |
| --- | -------------------------- | --- | - | - | - | ------- | ----- | ------ |
| 1.  | 1. BC Sport Kassel         | 8   | 6 | 1 | 1 | 031:140 | 2,21  | 13:30  |
| 2.  | CSC 03 Kassel (M)          | 8   | 5 | 1 | 2 | 022:130 | 1,69  | 11:50  |
| 3.  | SV 06 Kassel-Rothenditmold | 8   | 2 | 4 | 2 | 014:120 | 1,17  | 08:80  |
| 4.  | SV Kurhessen Kassel        | 8   | 2 | 2 | 4 | 010:140 | 0,71  | 06:10  |
| 5.  | Hermannia Kassel (N)       | 8   | 0 | 2 | 6 | 015:390 | 0,38  | 02:14  |

| (M) | Titelverteidiger               |
| (N) | Aufsteiger aus der Bezirksliga |

## Gruppe Süd
| Pl. | Verein                       | Sp. | S | U | N  | Tore    | Quote | Punkte |
| --- | ---------------------------- | --- | - | - | -- | ------- | ----- | ------ |
| 1.  | SV Borussia Fulda            | 10  | 7 | 2 | 1  | 034:800 | 4,25  | 16:40  |
| 2.  | 1. FC Hanau 93               | 10  | 6 | 2 | 2  | 038:130 | 2,92  | 14:60  |
| 3.  | VfB 06 Großauheim            | 10  | 6 | 1 | 3  | 031:170 | 1,82  | 13:70  |
| 4.  | TSV 1860 Hanau               | 10  | 6 | 0 | 4  | 029:180 | 1,61  | 12:80  |
| 5.  | BSG Dunlop SV Hanau          | 10  | 2 | 1 | 7  | 018:480 | 0,38  | 05:15  |
| 6.  | SpVgg 1910 Langenselbold (N) | 10  | 0 | 0 | 10 | 006:520 | 0,12  | 0:20   |

| (N) | Aufsteiger aus der Bezirksliga |

## Endspiele um die Gaumeisterschaft
| Datum            |                                         | Gesamt |                                       | Hinspiel | Rückspiel |
| ---------------- | --------------------------------------- | ------ | ------------------------------------- | -------- | --------- |
| 9./16. März 1941 | 1. BC Sport Kassel (Sieger Gruppe Nord) | 5:9    | SV Borussia Fulda (Sieger Gruppe Süd) | 2:1      | 3:8       |

## Aufstiegsrunde

### Gruppe Nord
Nach Aufsplittung der Gauliga zur kommenden Spielzeit stiegen alle Teilnehmer in der Gruppe Nord in die Gauliga Kurhessen auf.
| Platz | Verein           | Spiele | Tore  | Quote | Punkte |
| ----- | ---------------- | ------ | ----- | ----- | ------ |
| 1.    | BV Kassel 06     | 4      | 13:50 | 2,60  | 7:1    |
| 2.    | VfL 1860 Marburg | 4      | 11:10 | 1,10  | 3:5    |
| 3.    | SV Petersberg    | 4      | 05:14 | 0,36  | 2:6    |

### Gruppe Süd
| Platz | Verein                   | Spiele | Tore  | Quote | Punkte |
| ----- | ------------------------ | ------ | ----- | ----- | ------ |
| 1.    | SV 05 Wetzlar            | 4      | 14:70 | 2,00  | 4:4    |
| 2.    | Germania Niederrodenbach | 4      | 12:12 | 1,00  | 4:4    |
| 3.    | RSG Bad Homburg          | 6      | 08:15 | 0,53  | 4:4    |